# Лопатки (Леб'яжівський округ)
Лопа́тки (рос. Лопатки) — село у складі Леб'яжівського округу Курганської області, Росія.
Населення — 1108 осіб (2010, 1642 у 2002).